# Iditarod Trail Sled Dog Race

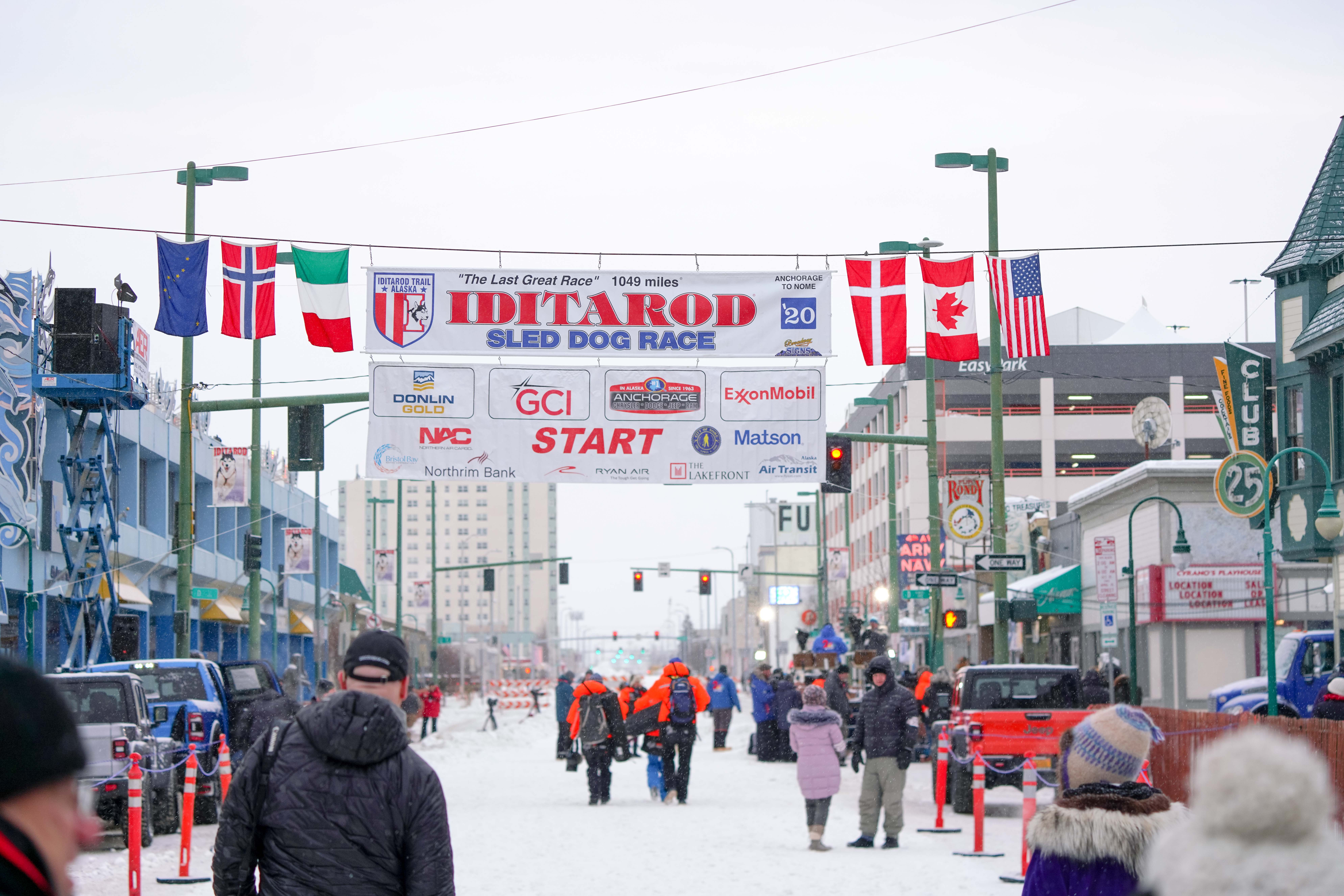
Старт соревнований в 2020 году

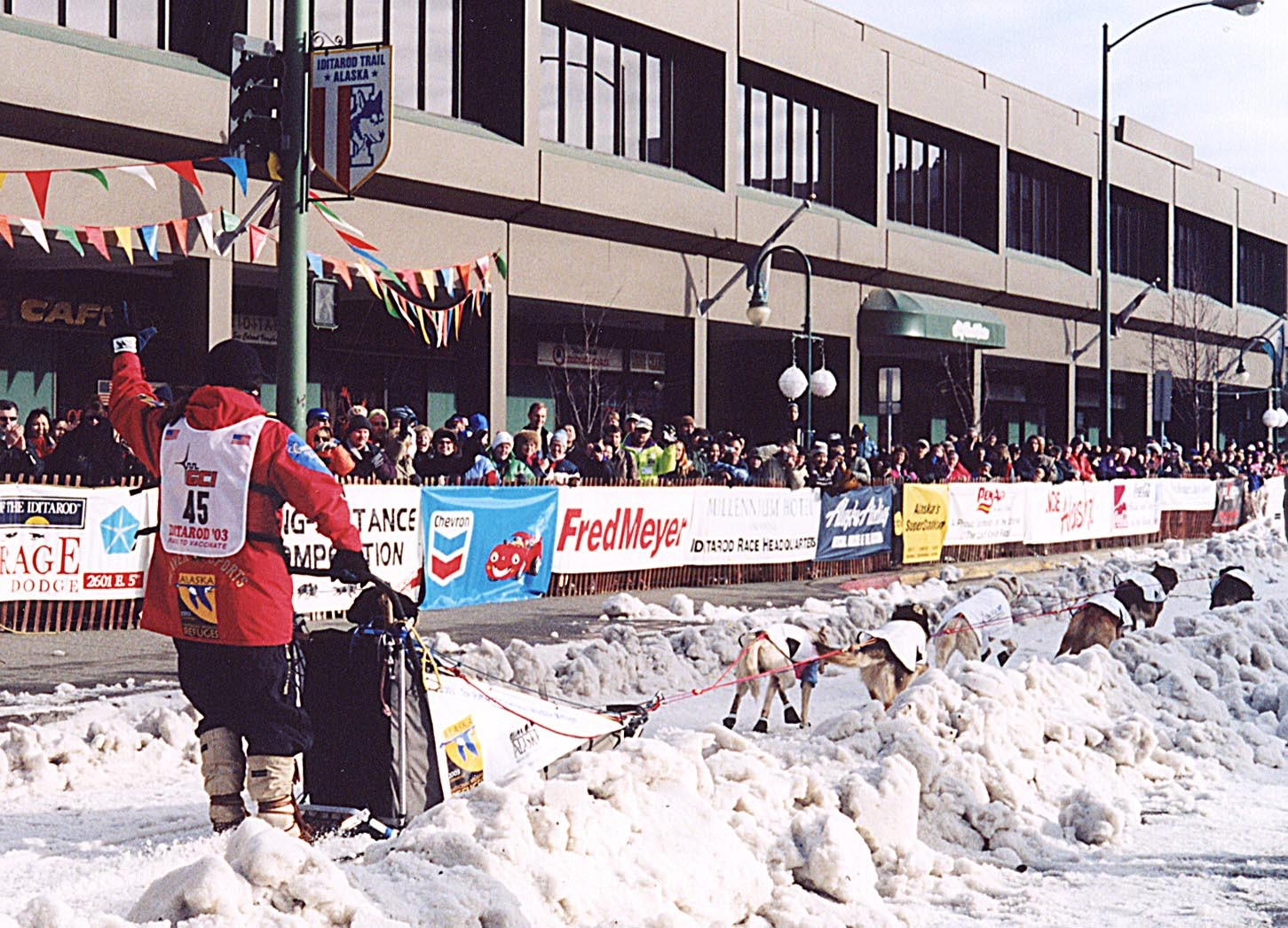
Начало трассы. 4-я авеню (Анкоридж)

Iditarod Trail Sled Dog Race (рус. «Идитарод») — ежегодные гонки на собачьих упряжках на Аляске, где команды из 16 собак и каюра проезжают 1868 км (1161 милю) от восьми до пятнадцати дней, от Уиллоу (неподалёку от Анкориджа) до Нома. 
Гонка начинается в первую субботу марта. Посвящена Великой гонке милосердия 1925 года.
Гонки берут своё начало с 1973 года как соревнование для проверки способностей каюра и его собак. В первой гонке участвовали 35 каюров, из них финишировали 22. Победитель преодолел весь путь за 20 дней. 
На старте участнику необходимо иметь от 12 до 16 собак. Если к финишу остаётся менее чем пять собак, каюр дисквалифицируется. Маршруты гонки чередуются, по чётным годам — «северный», нечётным — «южный». Через сам Айдитарод гонка проходит только по «южному» маршруту. 
В 1985 г. гонки впервые выиграла женщина, американка Либби Риддлс. На протяжении четырёх лет (2007—2010) победителем гонки становился американец Лэнс Макки. В 2011 году чемпионом стал Джон Бейкер, прошедший трассу за 8 дней 19 часов 46 минут 39 секунд, поставив новый рекорд гонки. В 2017 году Митч Сиви установил действующий рекорд по скорости, пройдя трассу за 8 дней 3 часа 40 минут и 13 секунд. Также он стал самым возрастным победителем этих гонок.
Айдитарод часто называют «Последней великой гонкой на Земле» (англ. The Last Great Race on Earth). Награда за победу в соревновании составляет около 50 000 долларов. Каждый участник мероприятия в конце маршрута проезжает через финишную арку в Номе, сконструированную Lions Clubs International. Пришедший последним получает Красный фонарь (англ. The Red Lantern), сувенир, висящий на арке.
В марте 2015 года Google Street View совершили панорамную съёмку лесов Аляски, установив камеру на собачьей упряжке во время Iditarod Race.

## Россияне на Iditarod
- 1991 год — Николай Эттыне пришел 36-м с результатом 17 дней 10 часов 53 минуты 0 секунд и Александр Резнюк пришёл 37-м и затратил на прохождение трассы 17 дней 11 часов 54 минуты 12 секунд.
- 1995 год —  Николай Эттыне пришёл 43-м, затратив на весь маршрут 14 дней 15 часов 45 минут 0 секунд.
- 2000 год — Федор Конюхов пришёл 68-м (последним) с результатом 15 дней 5 часов 44 минуты 44 секунды.
- 2002 — Николай Эттыне  пришёл 45-м, уложившись в 13 дней 8 часов 18 минут 58 секунд[источник не указан 4493 дня].
- 2013 год — Михаил Тельпин, пришел 58-м из 66, завершивших гонку за 12 дней 19 часов 27 минут и 39 секунд. Дошло 11 собак из 12 стартовавших.